# Masakazu Yoshioka
Masakazu Yoshioka (født 9. marts 1995) er en japansk fodboldspiller, som spiller for den japanske fodboldklub V-Varen Nagasaki.